# Saskatoon Eastview (circonscription saskatchewanaise)
Pour les articles homonymes, voir Saskatoon (homonymie), Eastview et Haultain.
Circonscription électorale provinciale du Canada
Saskatoon Eastview (brièvement Saskatoon Eastview-Haultain (1991-1995)) est une circonscription électorale provinciale de la Saskatchewan au Canada. Elle est représentée à l'Assemblée législative de la Saskatchewan depuis 1975.

## Géographie
Le territoire de la circonscription est situé au centre-sud de la ville de Saskatoon.

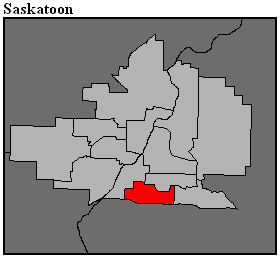
Frontière de la circonscription en 2016.
Frontière de la circonscription en 2022.

## Liste des députés
| Parlement                                                                          | Années                                                                             | Député                                                                             | Député                                                                             | Parti                                                                              |
| Saskatoon Eastview                                                                 | Saskatoon Eastview                                                                 | Saskatoon Eastview                                                                 | Saskatoon Eastview                                                                 | Saskatoon Eastview                                                                 |
| Circonscription issue de Saskatoon Nutana Centre, Saskatoon Nutana South et Hanley | Circonscription issue de Saskatoon Nutana Centre, Saskatoon Nutana South et Hanley | Circonscription issue de Saskatoon Nutana Centre, Saskatoon Nutana South et Hanley | Circonscription issue de Saskatoon Nutana Centre, Saskatoon Nutana South et Hanley | Circonscription issue de Saskatoon Nutana Centre, Saskatoon Nutana South et Hanley |
| ---------------------------------------------------------------------------------- | ---------------------------------------------------------------------------------- | ---------------------------------------------------------------------------------- | ---------------------------------------------------------------------------------- | ---------------------------------------------------------------------------------- |
| 18e                                                                                | 1975–1978                                                                          |                                                                                    | Glen Howard Penner (en)                                                            | Libéral                                                                            |
| 19e                                                                                | 1978–1982                                                                          |                                                                                    | Bernard Poniatowski (en)                                                           | Néo-démocrate                                                                      |
| 20e                                                                                | 1982–1986                                                                          |                                                                                    | Kimberly John Young (en)                                                           | Progressiste-conservateur                                                          |
| 21e                                                                                | 1986–1988                                                                          | Pierre Raymond Martineau (en)                                                      |                                                                                    | Progressiste-conservateur                                                          |
| 21e                                                                                | 1988-1991                                                                          |                                                                                    | Bob Pringle (en)                                                                   | Néo-démocrate                                                                      |
| Saskatoon Eastview-Haultain                                                        |                                                                                    |                                                                                    |                                                                                    |                                                                                    |
| 22e                                                                                | 1991–1995                                                                          |                                                                                    | Bob Pringle (en)                                                                   | Néo-démocrate                                                                      |
| Saskatoon Eastview                                                                 |                                                                                    |                                                                                    |                                                                                    |                                                                                    |
| 23e                                                                                | 1995–1998                                                                          |                                                                                    | Bob Pringle (en)                                                                   | Néo-démocrate                                                                      |
| 23e                                                                                | 1998-1999                                                                          | Judy Junor                                                                         |                                                                                    | Néo-démocrate                                                                      |
| 24e                                                                                | 1999–2003                                                                          | Judy Junor                                                                         |                                                                                    | Néo-démocrate                                                                      |
| 25e                                                                                | 2003–2007                                                                          | Judy Junor                                                                         |                                                                                    | Néo-démocrate                                                                      |
| 26e                                                                                | 2007–2011                                                                          | Judy Junor                                                                         |                                                                                    | Néo-démocrate                                                                      |
| 27e                                                                                | 2011–2016                                                                          |                                                                                    | Corey Tochor                                                                       | Saskatchewanais                                                                    |
| 28e                                                                                | 2016–2019                                                                          |                                                                                    | Corey Tochor                                                                       | Saskatchewanais                                                                    |
| 28e                                                                                | 2019-2020                                                                          |                                                                                    | Vacant                                                                             | Vacant                                                                             |
| 29e                                                                                | 2020–2024                                                                          |                                                                                    | Matt Love                                                                          | Néo-démocrate                                                                      |
| 30e                                                                                | 2024–en cours                                                                      |                                                                                    | Matt Love                                                                          | Néo-démocrate                                                                      |